# Entedon syleptae
Entedon syleptae är en stekelart som beskrevs av Pierre L. G. Benoit 1949. Entedon syleptae ingår i släktet Entedon och familjen finglanssteklar.
Artens utbredningsområde är Kongo. Inga underarter finns listade i Catalogue of Life.